# 山脊 (西姆拉)

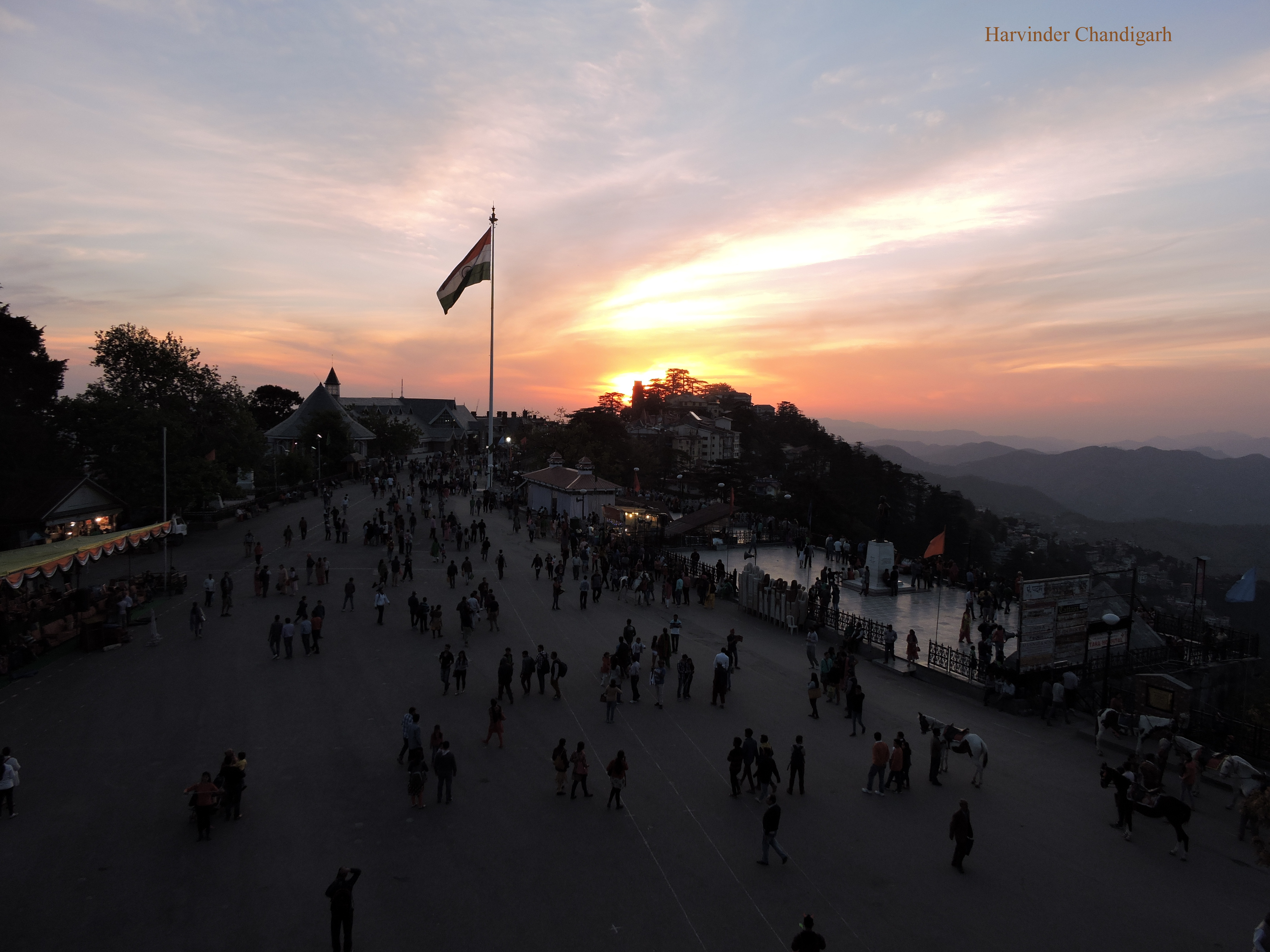
西姆拉山脊

山脊（The Ridge）路是印度喜马偕尔邦首府西姆拉市中心的一个大型的开放空间。它是西姆拉所有文化活动的中心。它呈东西走向，位于主要购物街林荫道（Mall Road）的上面一级。两条路在西面的“是非角”（Scandal Point）相交。. 
山脊地区著名的地标是基督堂（Christ Church），这是一座新哥特式建筑，建于1844年，图书馆，建于1910年。山脊上有三座雕像： 圣雄甘地、英迪拉·甘地, 以及喜马偕尔邦第一任首席部长什万特·辛格·帕尔玛博士。 

## 重要性

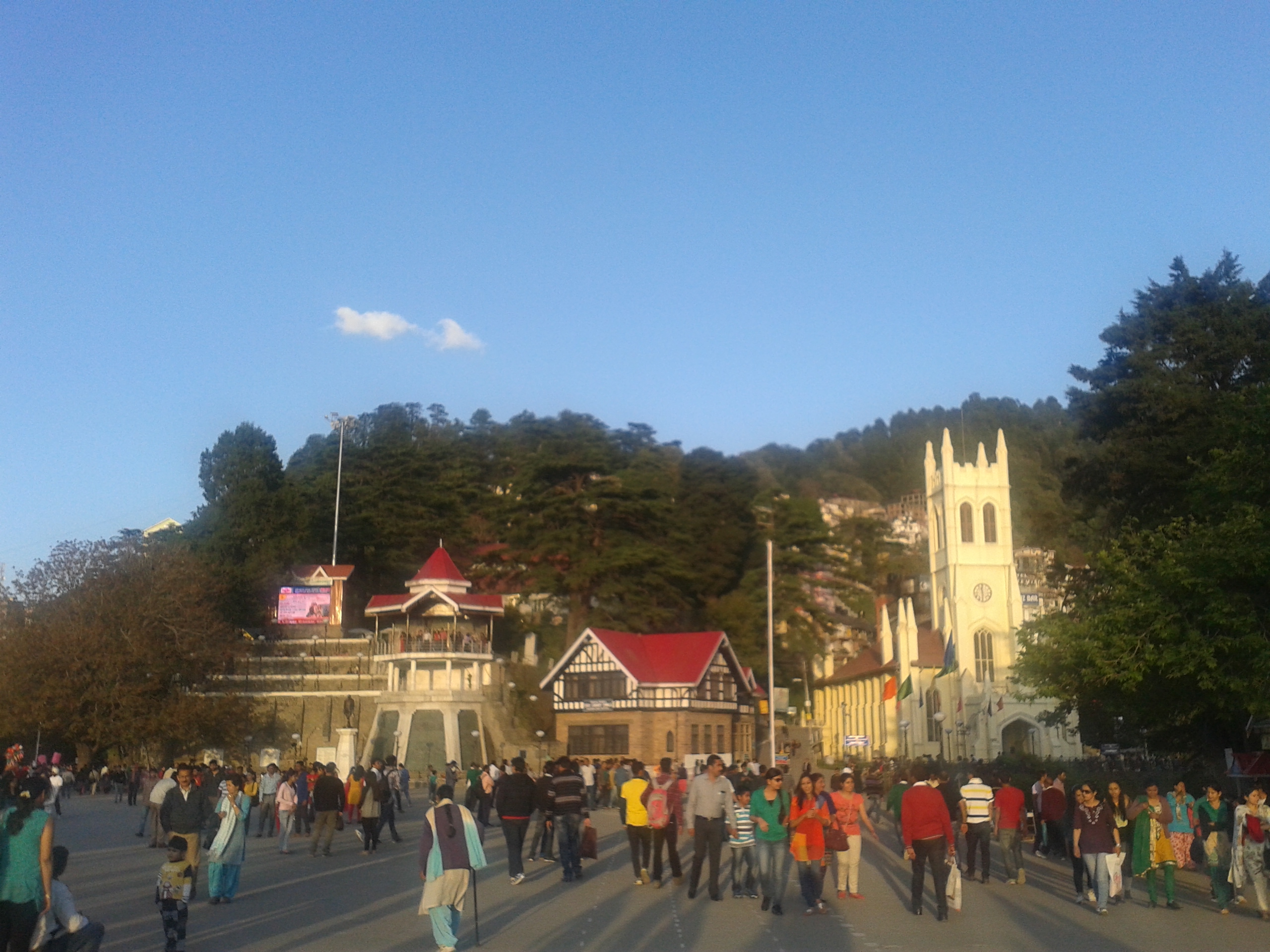